# Orquesta de Cámara de Celaya
La Orquesta de Cámara de Celaya se constituyó en diciembre del 2005 en Celaya, Guanajuato, México. El enfoque de su repertorio tiene tres áreas de interés: música de cámara (Barroco y clásico), música sacra y Música clásica de México. Se compone básicamente por un cuarteto de cuerdas adornado por flauta y oboe, quienes también tienen en ocasiones rol dominante. El piano generalmente da soporte armónico al ensamble o puede tener alguna pequeña parte solista. Muy importante es el uso de las dos voces (soprano y mezzosoprano) que enriquecen al ensamble y dan mayores posibilidades en la selección del repertorio.

## Componentes
Lorena Méndez (soprano y viola), Frida Portillo (mezzo soprano), Karina Ruiz (flauta transversal), Norberto Hernández (oboe), Orlando Arreguin (violín), Omar Molina (chelo) y Flavio Sarabia (piano) son sus miembros fundadores y activos a la fecha.